# Lista de episódios de Naruto Shippuden (7.ª temporada)
Esta é uma lista de episódios da sétima temporada de Naruto Shippuden. Foi exibida entre 8 de abril de 2010 e 30 de setembro de 2010, compreendendo do episódio 154 ao 179. 
| # | Título                                                                                             | Estreia   |
| --- | -------------------------------------------------------------------------------------------------- | --------- |
| 154 | "Decodificação" "暗号解読"                                                                         | 8/4/2010  |
| Naruto é chamado para ajudar Shikamaru e Shiho e desvendar o código de Jiraya. Naruto descobre que o "9" que Jiraya tinha escrito era o Katakana "ta", que já é descoberto por Kakashi. Ele diz que o único livro que tinha katana "ta" era o Paraiso do Flerte. Então todos se concentram e colocam as paginas que estava enumeradas no código. O código é: "O verdadeiro-não-está-entre-eles". Após isso, o sapo que treinou o Jiraya vai com Naruto à terra dos Sapos para ensiná-lo o senjutsu. | |           |
| 155 | "O Primeiro Desafio" "教育仙術"                                                                    | 8/4/2010  |
| Todos se concentram em decodificar o código deixado por Jiraya. Naruto deixa a vila para treinar o Senjutsu. Pain, Konan e Tobi tem uma reunião, onde Pain anuncia que vai invadir Konoha. | |           |
| "Superando o Mestre" "師を超えるとき" | 15/4/2010                                                                                          |           |
| Naruto consegue superar seu mestre Jiraya, completando o modo Sennin. A equipe Taka entrega Killer Bee para Tobi. | |           |
| "Ataque à Vila Oculta da Folha" "木ノ葉襲撃" | 22/4/2010                                                                                          |           |
| Após descoberto o código de Jiraya, Pain agora começa sua invasão à Konoha. | |           |
| 158 | "O Poder de Acreditar" "信じる力"                                                                  | 29/4/2010 |
| Pain continua fazendo seus estragos na Aldeia da Folha. Pain e Kakashi se encontram. | |           |
| 159 | "PAIN VS KAKASHI" "ペイン VS カカシ"                                                               | 6/5/2010  |
| Pain, Kakashi, Chouji e Chouza lutam. Kakashi e Chouza morrem, Chouji sobrevive ao ataque. A invasão de Pain continua. | |           |
| 160 | "O Mistério de Pain" "ペインの謎"                                                                  | 13/5/2010 |
| A identidade de Pain ainda é um mistério. | |           |
| 161 | "Eu sou Konohamaru do Clã Sarutobi" "姓は猿飛、名は木ノ葉丸"                                       | 20/5/2010 |
| Konohamarue seus amigos escapam da destruição do Pain e decidem ajudar aqueles que não escaparam. Jigokudou Pain encontra dois jounins e os pega pelo pescoço. Ele pergunta se Naruto está na aldeia ou não. Ambos dizem que ele é da Vila Oculta da folha e não o trairia e não sabiam onde eles estavam. Jigokudou Pain os faz passar por um julgamento e um tem a língua arrancada. Jigokudou Pain encontra Ebisu e faz o mesmo com ou jounins e Ebisu diz que não vai dizer. Assim que Pain ia fazer ele ter o julgamento, Konohamaru lança kunais em seu braço e desiste de julgar, então Jigokudou ia fazer ele passar por um julgamento, mas aquele era apenas um kage bushin, então aparece Konohamaru e mostra seu rasengan, aplicando em Pain e o derrubando. Naruto continua o treinamento do senjutsu. | |           |
| 162 | "O Mundo Conhece a Dor" "世界に痛み"                                                               | 27/5/2010 |
| Após a conversa, Pain aplica o Shinra Tensei (Punição Divina) na Aldeia da Folha. Sakura suplica pela vinda de Naruto que, Naruto chega na vila acompanhado de três sapos. | |           |
| 163 | "Explosão! Modo Sennin" "爆発! 仙人モード"                                                         | 3/6/2010  |
| Naruto e Pain começam a lutar. Tsunade desmaia. | |           |
| 164 | "Perigo! Modo Sennin Desaparece" "危機! 消えた仙人モード"                                          | 10/6/2010 |
| Naruto continua lutando contra os Peins então decide fazer um jutsu modificado: o Fuuton: Rasenshuriken, só que dessa vez, ele lança o rasenshuriken, que surpreende os sapos. o Pain e os seis caminhos desviam do jutsu, mas Naruto faz ele aumentar derrubando dois caminhos (Pain). Naruto continua lutando e lança outro rasenshuriken, que faz seu Modo Sennin desaparecer e tendo desvantagem contra Pain. o Sapo sábio diz pra Naruto que ele tem como voltar ao Modo Sennin, mas ele tinha que sacrificar um kage bushin que estava na terra dos sapos. Naruto sacrifica seu kage bushin e volta ao Modo Sennin. O Sapo sábio tenta derrubar o Tendo Pain, mas Pain o mata com o ferro, e depois junta as mão de Naruto e enfia o ferro, prendendo-o.                                                     | |           |
| 165 | "Captura Completa da Kyuubi" "九尾捕獲完了"                                                        | 17/6/2010 |
| Pain almeja Naruto e eles começam a conversar. | |           |
| 166 | "Confissão" "告白"                                                                                 | 24/6/2010 |
| Hinata luta contra Pain, e confessa seu amor por Naruto. Após Hinata ser ferida por Pain, Naruto enlouquece e liberta a Kyuubi, com seis caudas. | |           |
| 167 | "Destruição Planetária" "地爆天星"                                                                 | 1/7/2010  |
| Pain luta contra Naruto de 6 Caudas, e usa sua técnica mais forte: o Chibaku Tensei. Sakura presencia o tal ato e mobiliza o povo para que não seja envolvido, como também para poder salvar Hinata, caso contrário seria morto por Naruto, tomado pela Nove-Caudas. Naruto liberta oito caudas, e antes de libertar a nona e última, seu pai, o Yondaime Hokage impede tal feito. | |           |
| 168 | "O Quarto Hokage" "四代目火影"                                                                     | 15/7/2010 |
| Naruto e Minato conversam. O Chibaku Tensei se quebra, e Naruto e Pein se preparam para o combate final. Naruto vence Pain. | |           |
| 169 | "Os Dois Discípulos" "ふたりの弟子"                                                                | 22/7/2010 |
| Após derrotar Pain, Naruto agora parte para encontrar Nagato. | |           |
| 170 | "Grande Aventura! Encontrem a Herança do Quarto Hokage Parte 1" "大冒険! 四代目の遺産を探せ・前編" | 29/7/2010 |
| (Omake) Naruto e Sakura partem junto com Shikamaru, Chouji e Ino para procurar o legado do Quarto Hokage. | |           |
| 171 | "Grande Aventura! Encontrem a Herança do Quarto Hokage Parte 2" "大冒険! 四代目の遺産を探せ・後編" | 29/7/2010 |
| (Omake) Eles encontram o tal "legado", porém era só um desafio de Kakashi e Gai para os 6. Ninjas da aldeia da chuva também procuraram o "legado". | |           |
| 172 | "Encontro" "出逢い"                                                                                | 5/8/2010  |
| Nagato e Naruto se encontram, e Nagato conta para Naruto o seu passado. | |           |
| 173 | "A Origem de Pain" "ペイン誕生"                                                                    | 12/8/2010 |
| Nagato continua contando como era seu passado. | |           |
| 174 | "O Conto de Naruto Uzumaki" "うずまきナルト物語"                                                   | 19/8/2010 |
| Nagato se sacrifica, usando seu jutsu final, para ressuscitar todas as pessoas mortas em Konoha. | |           |
| 175 | "O Herói da Vila da Folha" "木ノ葉の英雄"                                                          | 26/8/2010 |
| Naruto recebe o buquê de flores de papel de Konan, que leva os corpos de Tendou Pein (Yahiko) e Nagato embora com ela. Naruto escreve "Mestre" em uma pedra como se simbolizasse a lápide de Jiraiya e deixa também o buquê mais o livro de Jiraiya "Contos do Ninja Valente" para prestar tributo a ele. Naruto volta para a vila cansado, é carregado por Kakashi e é aclamado herói. | |           |
| 176 | "Iruka, o Professor Iniciante" "新米教師イルカ"                                                    | 2/9/2010  |
| (Semi-Filler) Iruka relembra o passado, de quando Naruto ainda estava na academia ninja. Zetsu decide avisar a Tobi sobre a derrota de Pein e a morte de Nagato, além da saída de Konan da Akatsuki. Omoi, Karui e Samui decidem ir para a Aldeia da Folha. | |           |
| 177 | "O Juízo de Iruka" "イルカの試練"                                                                  | 9/9/2010  |
| (Filler) Iruka relembra o passado, de quando Naruto era recriminado pelas pessoas, inclusive por seus colegas. Kakashi pergunta a Iruka qual a razão de ter se tornado professor da academia. | |           |
| 178 | "A Decisão de Iruka" "イルカの決意"                                                                | 16/9/2010 |
| (Semi-Filler) Iruka relembra o passado, de quando Naruto ainda estava na academia ninja. A reconstrução da vila começa. Tobi manda Kisame ir atrás do Hachibi, já que Killer Bee escapou. A Taka parte de Kumo para Konoha. | |           |
| 179 | "O Jounin Responsável: Hatake Kakashi" "担当上忍はたけカカシ"                                      | 30/9/2010 |
| (Semi-Filler) Naruto, Sakura e Kakashi recebem uma péssima notícia: Tsunade está em coma. Kakashi relembra alguns momentos do episódio 3 de Naruto Clássico. Danzou é nomeado o novo hokage. | |           |